# CD Santa Marta
Club Deportivo Santa Marta byl španělský fotbalový klub sídlící ve městě Santa Marta. Klub byl založen v roce 1970, zanikl v roce 2012 díky finančním problémům.

## Umístění v jednotlivých sezonách
| Sezóny  | Liga                      | Úroveň | Z  | V  | R | P  | VG | OG | +/- | B  | Pozice |
| ------- | ------------------------- | ------ | -- | -- | - | -- | -- | -- | --- | -- | ------ |
| 2008/09 | Tercera División – sk. 14 | 4      | 38 | 12 | 6 | 20 | 43 | 63 | -20 | 42 | 16.    |
| 2009/10 | Tercera División – sk. 14 | 4      | 38 | 8  | 7 | 23 | 43 | 70 | -27 | 31 | 17.    |
| 2010/11 | Tercera División – sk. 14 | 4      | 38 | 9  | 8 | 21 | 34 | 58 | -24 | 35 | 18.    |